# Olly, Sid y Millie
En el año 2000 se celebraron los Juegos Olímpicos en Sídney, Australia. Para las Olimpiadas del nuevo milenio se crearon tres mascotas con rasgos de otros animales típicos del país. Sus nombres son: Syd, Millie y Olly. 
Syd, esta mascota es un ornitorrinco, un animal que tiene el tamaño de un conejo pero con grandes mandíbulas que parecen un pico. Sus pies son palmeados y se parece mucho a los patos. Tiene una cola larga y chata que mide 50 centímetros. Suele vivir en el sur y en el oeste de Australia, aunque también se han encontrado en Tasmania. 
El nombre de esta mascota surgió como homenaje a Sídney la sede de las últimas Olimpiadas en 2000. Syd es el espíritu de la competición, la fuerza en el deporte y el ánimo a los competidores. 
Syd fue un gran fan de los atletas y de todas las personas amantes del deporte. Esta mascota trató de animar a los participantes para que todos aspirasen al oro olímpico, el mejor premio en las competiciones. Además, trató de cuidar la relación hombre-Medio Ambiente y por eso fue elegida defensora de la naturaleza. 
Millie, a mascota tiene una figura parecida a la de un equidna, animal típico de Australia. 
Millie es un personaje femenino, que vive en el Millenium Park, un lugar de Sídney. Fue creada tratando de imitar a una mujer moderna. Sus principales características son la inteligencia y la creatividad. Su nombre proviene de la palabra "milenario", ya que la Olimpíada del 2.000 se celebró en el cambio de milenio y representa la esperanza de la nueva era. 
Olly, es una mascota que imita a un cucaburra que es un ave típico de Australia que tiene plumas de muchos colores y muy llamativos. Lo que más sorprende de este animal son sus fuertes alaridos. Vive en las copas de los árboles más altos del país. 
El nombre de Olly viene de la palabra "Olimpíada" y como habrás podido observar es muy parecido. Esta mascota representa la amistad, el intercambio, la variedad de culturas, junto con el compañerismo y el espíritu olímpico que están presentes en las competiciones internacionales y es tan importante como ganar una medalla de oro. 
Los creadores de la mascota Olly quisieron que tuviera las siguientes características: buen humor, muy expresivo y comunicativo. Pero sobre todo divertido. Además, fue el encargado de proteger los Anillos Olímpicos durante los Juegos.